# Volonté générale

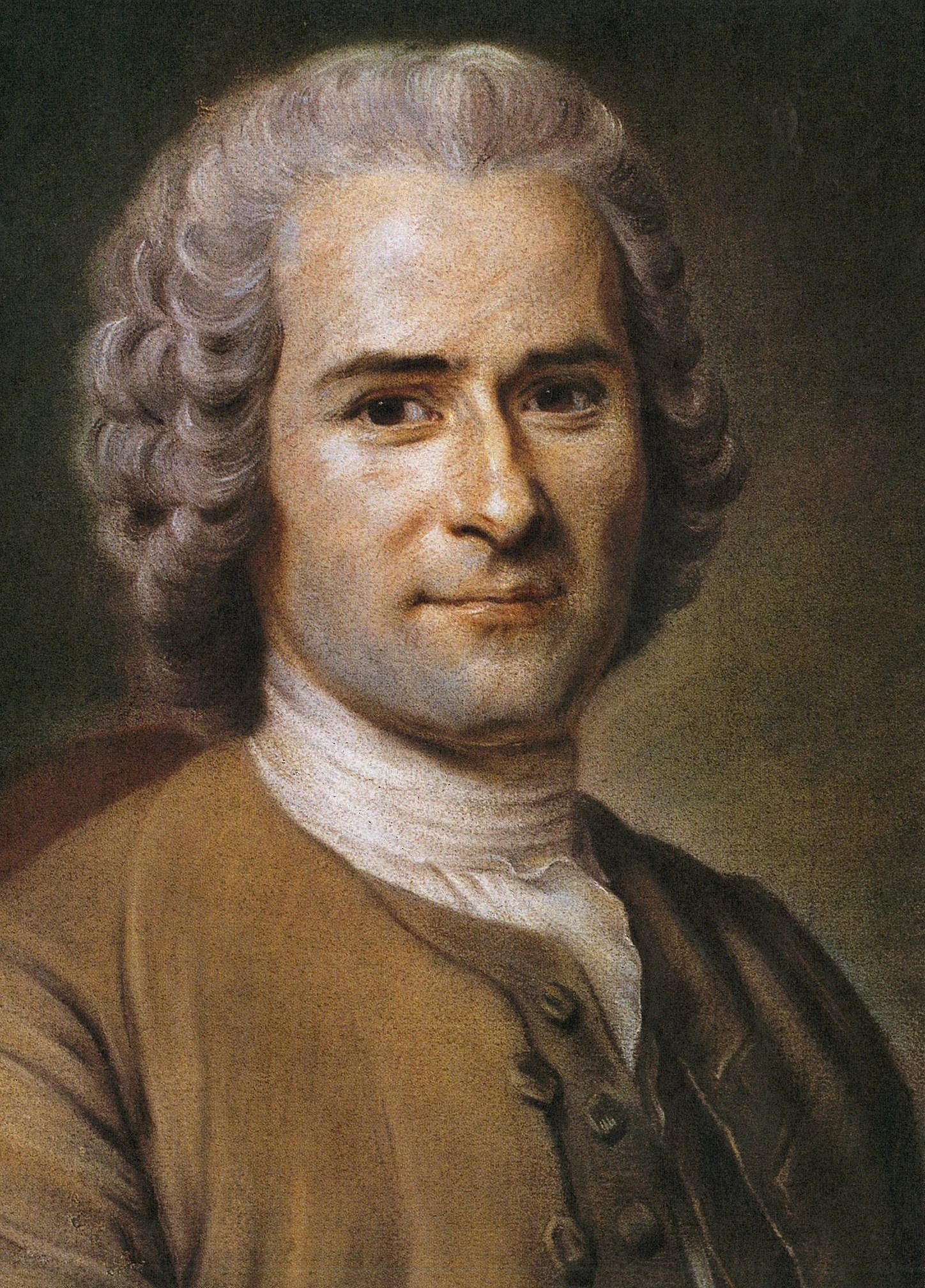
Prägte maßgeblich den Begriff der volonté générale: Jean-Jacques Rousseau

Die volonté générale (französisch volonté générale) ist ein Begriff für einen auf das Gemeinwohl eines politischen Körpers gerichteten Willen. Der Ausdruck wird als ‚allgemeiner Wille‘ oder ‚Gemeinwille‘ ins Deutsche übersetzt, in englischsprachiger Literatur wird ‘general will’ verwendet. Es handelt sich um einen Schlüsselbegriff der Demokratietheorie von Jean-Jacques Rousseau, der er auch seine heutige Bedeutung verdankt. Rousseau grenzt diesen Gemeinwillen gegenüber der volonté de tous, der Summe der Einzelinteressen, und der volonté de la majorité, dem Willen der Mehrheit, ab.
Rousseau führt den Begriff in seiner üblichen Bedeutung 1755 in seinem Artikel zur Politischen Ökonomie für die Encyclopédie ein und diskutiert ihn in Du contrat social. Er spielte eine zentrale Rolle bei der ideellen Wegbereitung der Französischen Revolution auf der Grundlage des Gedankenguts der Aufklärung.

## Begriffsgeschichte bis Rousseau

### In der Gnadenlehre
Volonté générale taucht erstmals bei Antoine Arnauld (1616–1698) und Blaise Pascal (1623–1662) auf, wo er jeweils im Kontext der katholischen Gnadenlehre steht und sich auf Gott als Subjekt bezieht. Volonté générale bezeichnet hier das Gegenkonzept zur (von Arnauld und Pascal vertretenen) jansenistisch-calvinischen Vorstellung von einem „absoluten Willen“ Gottes (volonté absolue), der den Menschen nicht nur allgemein, sondern absolut bestimmt und ihm keine Wahlfreiheit, mithin auch nicht die Wahl zwischen Gut und Böse lässt; dagegen gibt die volonté générale dem Menschen im Sinne der gratia cooperans zwar seine Existenz als notwendige vor, lässt ihm aber die Möglichkeit und die Entscheidung offen, Gutes oder Schlechtes zu tun.

### Malebranche
Einen Paradigmenwechsel erfährt der Ausdruck bei Nicolas Malebranche (1638–1715), der unter volonté générale die grundlegende, moralisch prinzipiell indifferente Bewegung des menschlichen Wollens versteht. Sie ist also ein wesentliches metaphysisches Attribut des Menschseins, das indessen durch die spezifische menschliche Freiheit eine wesentliche ethische Erweiterung erfährt, die religiös-moralisch ausschlaggebend ist. Denis Diderot übernahm diese Bedeutung der volonté générale in seiner Encyclopédie im Wesentlichen.

## Bei Rousseau
Rousseau belegt den Ausdruck mit einem grundlegend anderen Inhalt. Für ihn besteht in einer sich selbst regierenden (republikanischen und demokratischen) Gesellschaft ohne Standesunterschiede eine grundlegende Spannung zwischen den natürlichen Eigeninteressen der Einzelnen, den Interessen der Mehrheit und dem Gemeinwohl. Die volonté générale ist ein Ideal, das die Selbstregierung einer Gesellschaft bestimmen soll, indem sie die Gesetzgebung inhaltlich auf den Erhalt und das Wohlergehen der Gesellschaft als politischer Körperschaft ausrichtet. In der Vorstellung Rousseaus ist sie zudem der ‚Eigensinn‘ der politischen Einheit. Die volonté de tous („Willen aller“) ist hingegen nur die Summe der individuellen privaten Einzelinteressen (volonté particulière). Da sich nach Rousseau innerhalb eines republikanischen Staates – z. B. durch gemeinsame Interessen, familiäre oder wirtschaftliche Bindungen – kleinere Gesellschaften bilden, die zunächst nach Wohlergehen und Selbsterhalt ihrer Einheit streben, können volonté générale und volonté de tous nur dann zur Deckung kommen, wenn der Einzelne dem Gemeinwillen, der volonté générale, für die größere politische Einheit einen Vorrang einräumt. Dabei kommt es zu Schwierigkeiten, da nach Rousseau die spontane Willensenergie des Individuums sich eher auf die kleineren Gemeinschaften richtet. Es bedarf einer spezifischen vertu oder Tugend, an das Gemeinwohl des Ganzen zu denken. Diese Mahnung lässt sich auch gegen politische Parteien wenden, sofern sie Klientelpolitik treiben.
Die Idee einer volonté générale mit der ganzen Menschheit als politischem Körper bzw. moralischem Wesen bleibt nach Rousseau wegen eines mangelnden Gefühls der gemeinsamen Existenz und aufgrund der verschiedenen Sprachen ein unerreichbares Ideal. Diese Idee findet im republikanischen Nationalstaat eine natürliche Grenze. Durch die Unterscheidung von volonté générale und volonté de la majorité ergibt sich nach Rousseau ein Widerstandsrecht gegen von der Mehrheit beschlossene Gesetze, wenn diese dem Gemeinwohl und dem Erhalt der politischen Körperschaft zuwiderlaufen. Zugleich schlug Rousseau eine patriotische staatsbürgerliche Erziehung vor, um durch diese die vertu der Bürger zu stärken.

## Terminologische Problematik
Nach Bernhard H. F. Taureck ist volonté générale als Metapher zu verstehen, da sich ein Allgemeinwille, der die jeweiligen Einzelwillen reell determinierte, weder gegenständlich vorstellen, noch empirisch nachweisen lasse. Ihr Begriff meine nicht eine verloren gegangene Identität der Einzelwillen im Naturzustand, sondern verweise vielmehr auf eine mögliche pragmatische „anthropologische Interesseneinheit der Menschen […], die auf Dauer von ihren bisherigen politischen Deformationen zu befreien ist“.

## Grundrechte und volonté générale
In einer Demokratie sind, andererseits manche, als besonders fundamental angesehene Bestimmungen in einer Verfassung von Mehrheitsentscheidungen ausgenommen; so soll die volonté générale vor der volonté de la majorité bzw. einer Tyrannei der Mehrheit geschützt werden. Nach dem Konzept der Wehrhaften Demokratie darf im Sinne der volonté générale im äußersten Fall sogar Gewalt zu deren Schutz eingesetzt werden.
Maximilien de Robespierre begründete im Gegenzug die Terrorherrschaft von 1793 bis 1794: Da die revolutionäre Politik die volonté générale darstelle, sei jede Kritik daran mit härtester Gewalt auszuschalten. Die volonté générale wurde hier als ideologisch begründete Staatsraison gelesen, die Grund- und Freiheitsrechte der Einzelnen nicht schützt, sondern diese geradezu überschreibt.